# Futebolista sul-americano do ano 1976
O premio de jogador sul-americano do ano, foi atribuído a partir do ano de 1971 Até 1992
pelo jornal venezuelano "El Mundo". Este premio foi aberto para qualquer jogador sul-americano e foi reconhecído como oficial até o ano de 1985, sendo substituído posteriormente pelo jornal uruguaio, "El País", que recebeu status de oficial em 1986, passando a nomear, o "Rei de futebol da América", Elegendo somente jogadores sul-americanos e de clubes da América do Sul.

## Melhores jogadores do ano
Escolhidos Pelo diário venezuelano "El Mundo", por escritores de futebol da America do Sul. Qualquer jogador sul-americano era  elegível, não importando qual país ou continente ele jogasse.

Top 10
Vencedores
```
 1. Elías FIGUEROA                       Chile          
  Internacional-RS (Bra)

 2. Artur Antunes Coimbra "ZICO"         Brasil         
  Flamengo (Bra)

 3. Roberto RIVELINO                     Brasil         
  Fluminense (Bra)
```

```
 4. Hugo Orlando GATTI                   Argentina      
  Boca Juniors (Arg)

 5. LUIS Edmundo PEREIRA                 Brazil         
  Atlético Madrid (Spa)

 6. Fernando MORENA                      Uruguai        
  Peñarol (Uru)

 7. Norberto ALONSO                      Argentina      
  River Plate (Arg)

    Daniel PASSARELLA                    Argentina      
  River Plate (Arg)

    PAULO CÉSAR Lima                     Brasil         
  Fluminense (Bra)

 10.João Leiva Campos Filho "LEIVINHA"   Brasil         
  Atlético Madrid (Spa)
```

- - Regulamento: Somente os três primeiros são premiados:

1. Bola de ouro
2. Bola de prata
3. Bola de bronze